# 헤파이스티온
헤파이스티온(고대 그리스어: Ἡφαιστίων, 라틴어: Hephaistion, 기원전 356년 ? - 기원전 324년 가을)은 마케도니아 왕국의 알렉산더 대왕의 참모이자, 절친한 친구이다. “그는 왕의 모든 친구들 중 가장 친했던 친구였으며, 알렉산더와 같이 자라고, 모든 비밀을 공유했다.” 알렉산더와 같은 또래였지만, 신장과 체격이 더 뛰어났고, 외모는 아름다웠지만 유약하지 않았으며, 무술이 뛰어났다. 대왕과 매우 친밀한 관계로 대왕보다 1년 빨리 병사했을 때, 대왕은 매우 슬퍼한다.

## 생애
헤파이스티온은 귀족 아민토르의 자식으로 마케도니아의 수도 펠라에서 태어났다. 그는 소년 시절부터 알렉산더의 친구로, 알렉산더가 즉위하자 측근호위관에 임명되었다. 동방원정이 시작되면서, 알렉산더의 신하로서 항상 곁에 가까이 있었다. 트로이의 유적에서는 알렉산더가 영웅 아킬레우스의 무덤에 화환을 바친 것을 본받아, 아킬레우스의 둘도 없는 친구였다는 파트로클로스의 무덤에 화환을 바쳤다. 이러한 이유로 그와 알렉산더가 일종의 남색 관계였다는 설도 존재한다.

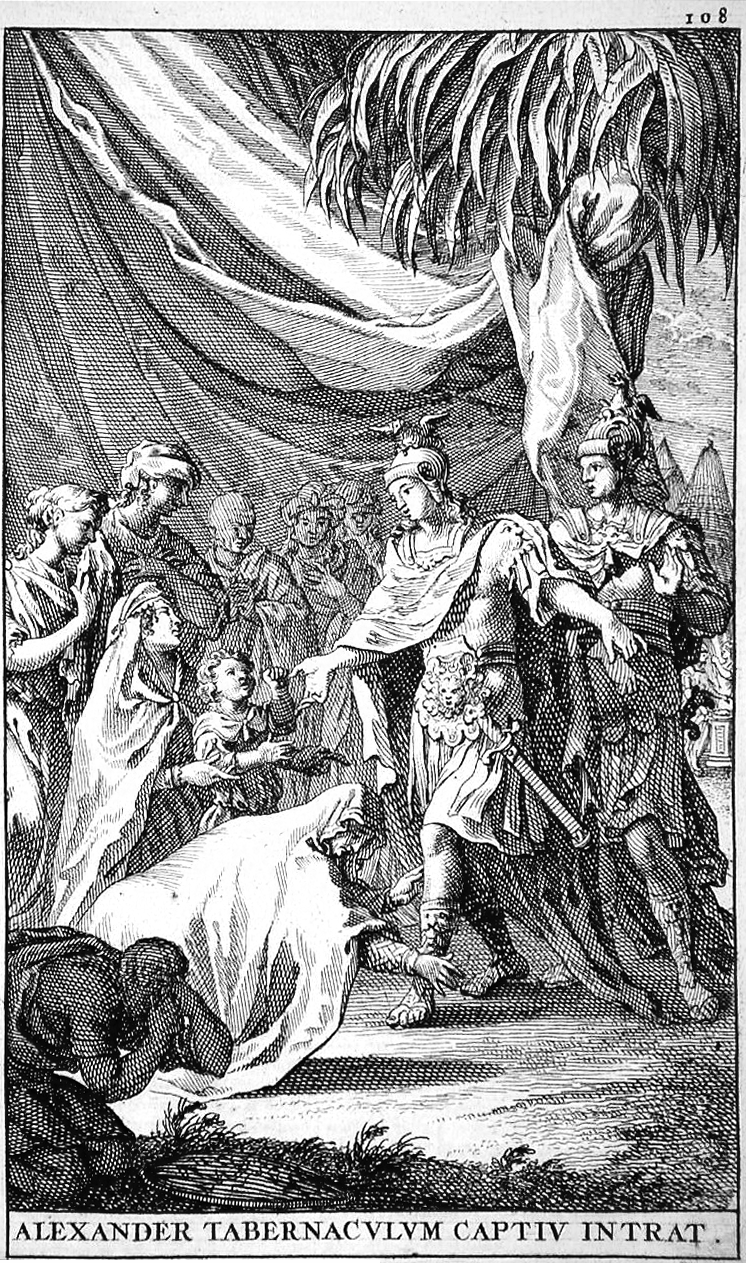
알렉산더와 헤파이스티온이 포로로 잡힌 다리우스 왕가 텐트에 들어가다. 1696년 쿠르티우스

기원전 333년에 이수스 전투 이후, 알렉산더와 헤파이스티온이 함께 잡혀있는 다리우스 3세의 어머니와 왕비 곁을 방문했을 때, 다리우스의 어머니 시시감비스는 두 사람 중 누가 왕인지를 몰라 체격이 더 큰 헤파이스티온 앞에 무릎을 꿇고 만다. 그러나 알렉산더는 “마음에 두지 마시오. 이 사람도 알렉산더니까”라고 웃으며 나무라지 않았다고 한다. 그후 페니키아 정복 전쟁 때에는 알렉산더의 명을 받아 시돈의 마을에 새로운 왕을 골랐고, 이집트 침공 전에는 함대를 이끌고 페니키아 해안을 순항하고 일대의 치안을 유지했다.
기원전 331년, 가우가멜라 전투에서 알렉산더와 함께 기병장교의 일원으로서 분전하며, 좌익의 파르메니온의 부대를 돕다가 난전 중에 팔에 창을 꿰뚫리는 중상을 입었다.
같은 해 겨울에 일어난 필로타스의 알렉산더 암살 음모 사건 때 참모 대부분이 즉결 처형을 요구한 반면, 크라테로스 등과 함께 고문을 하여 진상을 규명해야 한다고 주장하여 수용되었다. 필로타스의 처형과 더불어 헤타이로이 기병 지휘관 자리가 공석이 되자 헤파이스티온은 클레이토스와 함께 후임 사령탑에 임명되었다.
헤파이스티온은 소그디아나 평정에서, 인도 침공까지 종종 별동대를 이끌고 활약하였고 페르디카스와 함께 카불 계곡을 확보했다. 왕의 본대에 앞서 인더스강까지 내려와 도하 준비를 했다. 또한 구체적인 준비 사항으로는 아리아노스는 가교설을, 쿠르티우스 루푸스는 선박 건조설을 제시하고 있지만 사실여부는 모두 확실하지 않다.
기원전 326년, 히다스페스 전투에서는 알렉산더의 본대에 합류하여 분전한 후, 별동대를 이끌고 펀자브 동부의 제후 중 한 명인 포로스(파우라바스의 왕 포로스와는 다른 사람)에게 항복을 권고하였다. 알렉산더가 철수를 결의하면서 인더스강을 내려가는 선대에 병행하여, 육로를 남하하여 주민이 도망쳐버린 신드 남부의 파타라 요새를 접수했다.

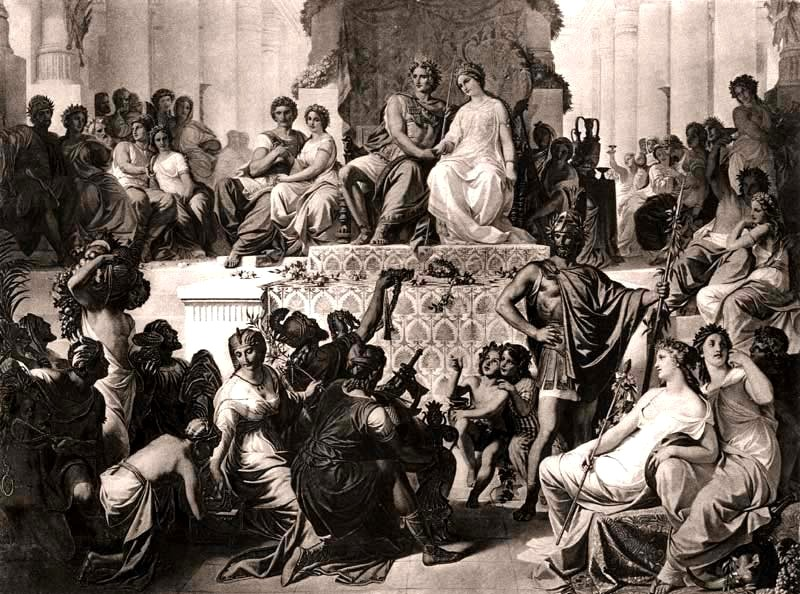
수사의 합동 결혼식, 알렉산더는 스타테이라(오른쪽)에게, 헤파이스티온은 드리페티스(왼쪽)와 결혼을 했다. 19세기 말 부조

그후 알렉산더와 함께 게드로시아 사막을 행군하여, 페르시스에 도달하였다. 기원전 324년 봄에 수사에서 열린 합동결혼식에서 다리우스 3세의 딸, 드리페티스에게 장가간다. 그녀는 같은 합동결혼식에서 알렉산더의 두 번째 아내가 된 황녀 스타테이라 2세의 동생이었다. 또한 알렉산더의 장인 옥시아르테스의 딸 아마스토리네도 그의 아내가 되었다. 이때 헤파이스티온은 킬리아르키(Chiliarch), 즉 제국의 천부장에 상당하는 지위를 부여받고 있었다.

## 최후
그러나 같은 해 가을에 헤파스티온은 엑바타나에서 갑자기 병으로 쓰러져 7일 정도 만에 병사했다. 이때 알렉산더는 매우 슬퍼하였고, 투약을 잘못한 죄로 의사를 처형하고, 사흘 동안 먹지도 않고, 옷도 갖추지 않고 틀어박혔다. 바빌론에 1만 달란트를 보내고, 거대한 화장 제단을 쌓고 그를 신으로 모시도록 지시했다고 한다.
또한 알렉산더는 이집트의 총독 클레오메네스에게 알렉산드리아에 헤파이스티온 영웅 신으로 모시기 위한 장엄한 신전과 무덤을 구축하도록 지시했지만, 이 때 그가 클레오메네스에게 “신전과 무덤이 훌륭하게 세워져 있는 것을 보면, 지금까지 어떤 비위가 있든, 또 앞으로 어떤 과실이 있든 결코 너를 책망하지는 않을 것이다”라고 말했다고 기록하고 있으며, 아리아노스 등 많은 역사가들로부터 비판을 받고 있다.
헤파스티온은 알렉산더의 참모 중 한 사람으로 나중에 디아도코이가 되는 에우메네스와 불화를 겪었다고 알려져 있다. 알렉산더의 어머니 올림피아스와 여러 사람들에게 인망을 얻었던 장군 크라테로스와도 갈등을 겪었던 것으로 알려져 있으며, 왕의 총애를 받으면서도 마케도니아 군 내부에서는 고립적인 입장이었던 것 같다.